# Emmanuel Frimpong
Emmanuel Frimpong   (Kumasi, 10 de gener de 1992) és un futbolista ghanès que actualment està retirat. Va començar la seva carrera a l'academia de l'Arsenal FC, on va guanyar una FA Youth Cup i dos títols de la Premier Academy League i a l'agost de 2010 va pujar al primer equip. També va jugar per als equips anglesos Wolverhampton Wanderers Football Club , Charlton Athletic i Fulham Football Club. El gener de 2014, Frimpong va fitxar pel Barnsley Football Club, i després a l'equip rus Ufa el setembre d'aquell any. Després va jugar amb l'Arsenal Tula i posteriorment amb l'AFC Eskilstuna de l'Allsvenskan sueca.
Tot i que Frimpong va representar Anglaterra a nivell juvenil, el març de 2013 va debutar amb la selecció de Ghana, el seu país de naixement. Té passaport ghanès i britànic.